# Józef Bańka
Józef Marian Bańka (ur. 27 lutego 1934 w Nieszkowie, zm. 7 lipca 2019) – polski filozof, nauczyciel akademicki, profesor zwyczajny doktor habilitowany.

## Życiorys
Urodził się w rodzinie drobnego kupca i przedsiębiorcy, jako jedno z sześciorga rodzeństwa. Wojnę spędził w pobliskich Działoszycach. Po wojnie jego rodzina przeniosła się do Bytomia. Uczył się w szkołach jezuickich, najpierw w Nowym Sączu, a następnie w Starej Wsi koło Brzozowa. Tam poznał łacinę oraz grekę i od tego czasu przejawiał zamiłowanie do tekstów pisanych w tych językach.
W 1958 rozpoczął studia na Wydziale Filozofii Chrześcijańskiej Katolickiego Uniwersytetu Lubelskiego. Słuchał wykładów m.in. Mieczysława Gogacza, Stanisława Kamińskiego, Mieczysława Krąpca, Józefa Pastuszki, Antoniego Stępnia, Stefana Swieżawskiego i Karola Wojtyły. W 1962 r. ukończył studia, w 1965 uzyskał stopień doktora na Uniwersytecie im. Adama Mickiewicza w Poznaniu, a w 1969 habilitował. W 1985 roku uzyskał tytuł naukowy profesora nauk filozoficznych, a w 1993 r. otrzymał tytuł profesora zwyczajnego.
Od 1962 do 1985 wykładał na UAM, a następnie m.in. na Politechnice Śląskiej, Uniwersytecie Śląskim, gdzie był (1999-2005) dziekanem Wydziału Nauk Społecznych, organizatorem i wieloletnim (1976-1999) dyrektorem Instytutu Filozofii oraz wieloletnim Kierownikiem Zakładu Antropologii Filozoficznej, w Wyższej Szkole Pedagogicznej Towarzystwa Wiedzy Powszechnej w Warszawie oraz w Państwowej Wyższej Szkole Techniczno-Ekonomicznej im. ks. Bronisława Markiewicza w Jarosławiu. Był także wieloletnim przewodniczącym Rady Nadzorczej Wydawnictwa Naukowego "Śląsk" w Katowicach.
Zainteresowania naukowe Józefa Bańki koncentrowały się głównie na zagadnieniach metafizyki, historii filozofii i antropologii filozoficznej, filozofii techniki i etyki. Od rozważań nad historią wczesnego pozytywizmu w Polsce przeszedł do zagadnień związanych z oddziaływaniem współczesnej techniki na osobowość ludzką. Zagadnienia te traktował jako postulaty tzw. eutyfroniki (od gr. euthyphron – prosto myślący), której zasady rozwijał w kolejnych swoich książkach. Wydaje się jednak, że kluczem do zrozumienia jego filozofii i życiorysu jest właśnie idea prostomyślności.
Bez powodzenia kandydował do Sejmu z listy Samoobrony – Leppera w wyborach parlamentarnych w 1993 w województwie katowickim (otrzymał 735 głosów).

## Prace
- Poglądy filozoficzno-społeczne Michała Wiszniewskiego. Warszawa: „Książka i Wiedza”, 1967;
- Narodziny filozofii nauki o pracy w Polsce. Studium o ergonomii humanistycznej Wojciecha Jastrzębskiego. Warszawa: „Książka i Wiedza”, 1970;
- Współczesne problemy filozofii techniki. Studium z zakresu eutyfroniki. Poznań: Wydawnictwo UAM, 1971;
- Technika a środowisko psychiczne człowieka. Wprowadzenie do zagadnień eutyfroniki. Warszawa: Wyd. Naukowo-Techniczne, 1973;
- Filozofia techniki a życie praktyczne. Z zagadnień eutyfroniki. Kraków: PWN 1974;
- Humanizacja techniki. Główne zagadnienia i kierunki eutyfroniki. Katowice: Wydawnictwo „Śląsk”, 1976;
- Przeciw szokowi przyszłości. Katowice: Wydawnictwo „Śląsk”, 1977;
- Problemy współczesnej filozofii człowieka. Katowice: Wydawnictwo Uniwersytetu Śląskiego, 1978;
- Cywilizacja – obawy i nadzieje. Warszawa: Młodzieżowa Agencja Wydawnicza, 1979;
- Filozofia techniki: Człowiek wobec odkrycia naukowego i technicznego (Katowice, 1980, Wydawnictwo Śląsk);
- Zarys filozofii techniki. Katowice: Wydawnictwo Uniwersytetu Śląskiego, 1981;
- Elementy prognozy humanistycznej. Studium z zakresu teorii i metodologii humanistyki. Katowice: Wyd. UŚ, 1981; Być i myśleć. Rozmowy o filozofii. Warszawa: MAW, 1982;
- Ja teraz. U źródeł filozofii człowieka współczesnego. Katowice: Wydawnictwo „Śląsk”, 1983;
- Recentywizm w teorii poznania praktycznego. Teraźniejszość jako czynnik recepcji kulturowej. Katowice: WUŚ, 1983;
- Intuicjonizm Henryka Bergsona. Katowice: WUŚ, 1985;
- Filozofia cywilizacji:
  - t.1: Cywilizacja diatymiczna, czyli świat jako strach i łup. Wydawnictwo „Śląsk”, 1986;
  - t.2: Cywilizacja diafroniczna, czyli świat jako praca i zysk. Wydawnictwo „Śląsk”, 1987;
  - t.3: Cywilizacja eutyfroniczna, czyli świat jako rozum i godność. Wydawnictwo „Śląsk”, 1991;
- Ontologia bytu aktualnego. Próba zbudowania ontologii opartej na założeniach recentywizmu. Katowice: WUŚ, 1986;
- Świat poręczenia moralnego. Medytacje o etyce prostomyślności. Katowice: Wydawnictwo Uniwersytetu Śląskiego, 1988;
- Epistemologia jako odkrycie aktualnego momentu prawdy. Próba neosemantyzacji klasycznej definicji prawdy w recentywizmie. Katowice: WUŚ, 1990;
- Metafizyka piękna. Zarys estetyki recentywistycznej. Olsztyn-Warszawa: Wydawnictwo „Ethos”, 1991;
- Metafizyka zdarzeń. Recentywizm i henadologia. Katowice: WUŚ, 1991;
- Traktat o czasie. Czas a poczucie dziejowości istnienia w koncepcjach recentywizmu i prezentyzmu. Katowice: WUŚ, 1991;
- Medytacje parmenidiańskie o pierwszej filozofii. Recentywizm i pannyngeneza. Katowice: WUŚ, 1992;
- Absolut i absurd. Filozoficzne dociekania o początkowości i finalności świata. Katowice: WUŚ, 1993;
- Czas i metoda. Rozważania o metodzie „a recentiori”. Katowice-Teresin, 1993;
- Edukacja i czas. Wychowanie dla teraźniejszości. Warszawa: WWSzP TWP, 1995;
- Plotyn i odwieczne pytania metafizyki. Katowice: WUŚ, 1996;
- Metafizyka wirtualna. Traktat o strukturach chwilowych. Katowice: WUŚ, 1997;
- Czas w sztuce. Recentywizm i skok do królestwa bezpowrotnej teraźniejszości.
  - T.1: O kierunkach upływu czasu w dziele sztuki. Katowice: WUŚ, 1999; Czas w sztuce. Recentywizm i skok do królestwa bezpowrotnej teraźniejszości.
  - T. 2: O osobliwościach upływu czasu w dziele sztuki. Katowice: WUŚ, 1999;
- Traktat o pięknie. Studium estetyki recentywistycznej. Katowice: WUŚ, 1999;
- Rap metafizyczny czyli Odezwa wariata z Opatowa do reszty szaleńców rozpisana na dwanaście spotkań z małą i wielką publicznością obwiesiów i obieżyświatów. Ułożył i objaśnieniami w postaci postyll opatrzył Józef Bańka. Katowice: „Śląsk”, 1999; Główne zasady etyki prostomyślności. Poznań: Wydawnictwo Psychologia i architektura, 2000;
- Intelektualizm etyczny Spinozy a etyka prostomyślności. Poznań: Wydawnictwo Psychologia i Architektura, 2000;
- Ojcze nasz, któryś jest teraz. Tom 1 i 2; Katowice: WUŚ, 2001;
- Prolegomena do historiozofii. Spór historyzmu z recentywizmem o koncepcję dziejów. Poznań: Wydawnictwo Psychologia i Architektura, 2001;
- Wstęp do filozofii. Filozofia w świetle własnej historii u progu nowej epoki systemów. Katowice: Wydawnictwo „Śląsk”, 2001;
- Edukacja filozoficzna. Ścieżka edukacyjna. Jarosław: Wydawnictwo Państwowej Wyższej Szkoły Zawodowej, 2002;
- Eurorecentywizm, czyli droga Europy do wspólnotowej teraźniejszości narodów. Katowice: Wydawnictwo „Śląsk”, 2002;
- Nowa encyklopedia nauk filozoficznych. Tomy 1, 2, 3. Wydawnictwo Psychologia i Architektura, Poznań 2002;
- Zenon z Elei. Recentywizm w zwierciadle paradoksu strzały. Katowice: WUŚ, 2002;
- Mikołaj z Kuzy. Agnostycyzm filozoficzny a etyka prostomyślności. Katowice: WUŚ, 2003;
- Recencjałki. Dialogi filozoficzne. Tomy 1 i 2. Poznań: Wydawnictwo Psychologia i Architektura, 2003;
- Tako rzecze Pradżapati: mistycyzm Wschodu i drogi dociekań własnych. Bytom: Wydawnictwo Hyla, 2006;
- Ekorecentywizm jako idea ochrony środowiska człowieka współczesnego / Józef Bańka, Wiesław Sztumski. Katowice: „Śląsk” Wydawnictwo Naukowe, 2007;
- O prawdzie, która nawiedza słowo: sermonizm jako stanowisko recentywizmu w sporze o powszechniki. Katowice: „Śląsk” Wydawnictwo Naukowe, 2008;
- Poemat metafizyczny czyli Traktat o drugim rogu nosorożca obrazujący, jak teoria odwołująca się do dwóch zasad naraz jest dualistyczna w tej mierze, w jakiej głosi wolność człowieka i niemożność zredukowania go do praw natury. Katowice: „Śląsk” Wydawnictwo Naukowe, 2010.
- Soliloquia: siedem dni medytacji i jedna godzina myśli z dodaniem uwag o idei prostomyślności. Katowice: „Śląsk”, Wydawnictwo Naukowe, 2011;
- Nadmonada wieczysta i świat równoległy jako nierzeczywisty. Poznań: Stowarzyszenie Psychologia i Architektura, 2011;
- Człowiek „niemowlę wszechświata” i Bóg kwantowy. Poznań: Stowarzyszenie Psychologia i Architektura, 2011;
- Larward czyli Jak zostałem bękartem Kartezjusza? Katowice: Oficyna Wydawnicza Wacław Walasek, 2012;
- Hodiegetyka: o codzienności, która jest sztuką ograniczania świata przez nadanie mu ludzkiej miary. Katowice: „Śląsk” Wydawnictwo Naukowe, 2013;

## Recentywizm
Recentywizm (łac. recens – teraźniejszy), to współczesny kierunek filozoficzny za datę powstania którego można uznać r. 1983 w którym J. Bańka wydał książkę: „Ja teraz. U źródeł filozofii człowieka współczesnego”. Recentywizm oznacza pogląd, iż najważniejsza jest teraźniejszość. Wszystko bowiem, co się pojawia w naszym życiu – każde doświadczenie, zdarzenie, dzieło lub uczucie – pojawia się zawsze „po raz pierwszy”. Nic nie jest powtarzalne, bo każda chwila jest inna. W myśl tej filozofii życie człowieka jest ważne bezpośrednio teraz, a nie dopiero jako środek do osiągnięcia czegoś w przyszłości. Opis jakiegoś zjawiska może być wprawdzie dokonany we wszystkich czasach, ale prawdziwy jest tylko w czasie teraźniejszym. Cokolwiek jest, jest teraz.